# Notre-Dame-de-Kernitron (Lanmeur)

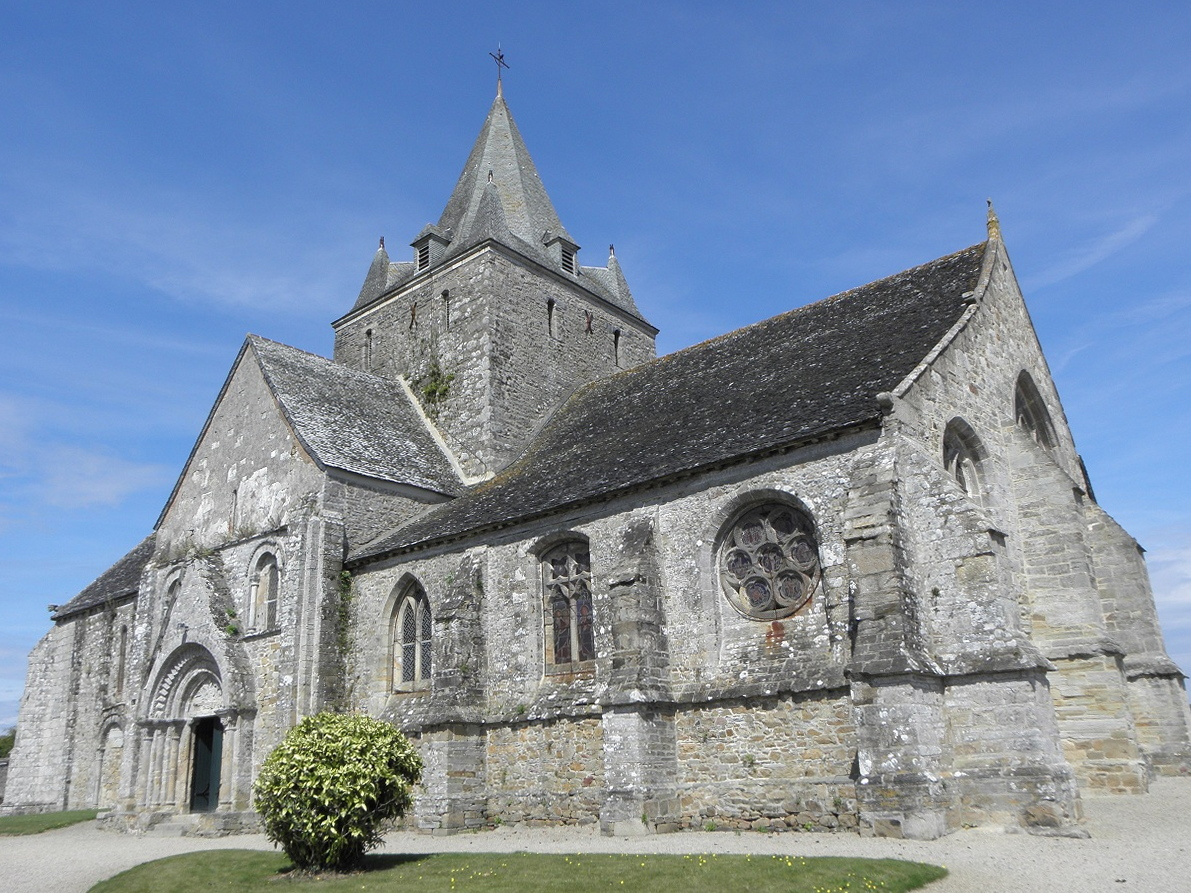
Kapelle Notre-Dame-de-Kernitron, Ansicht von Südosten

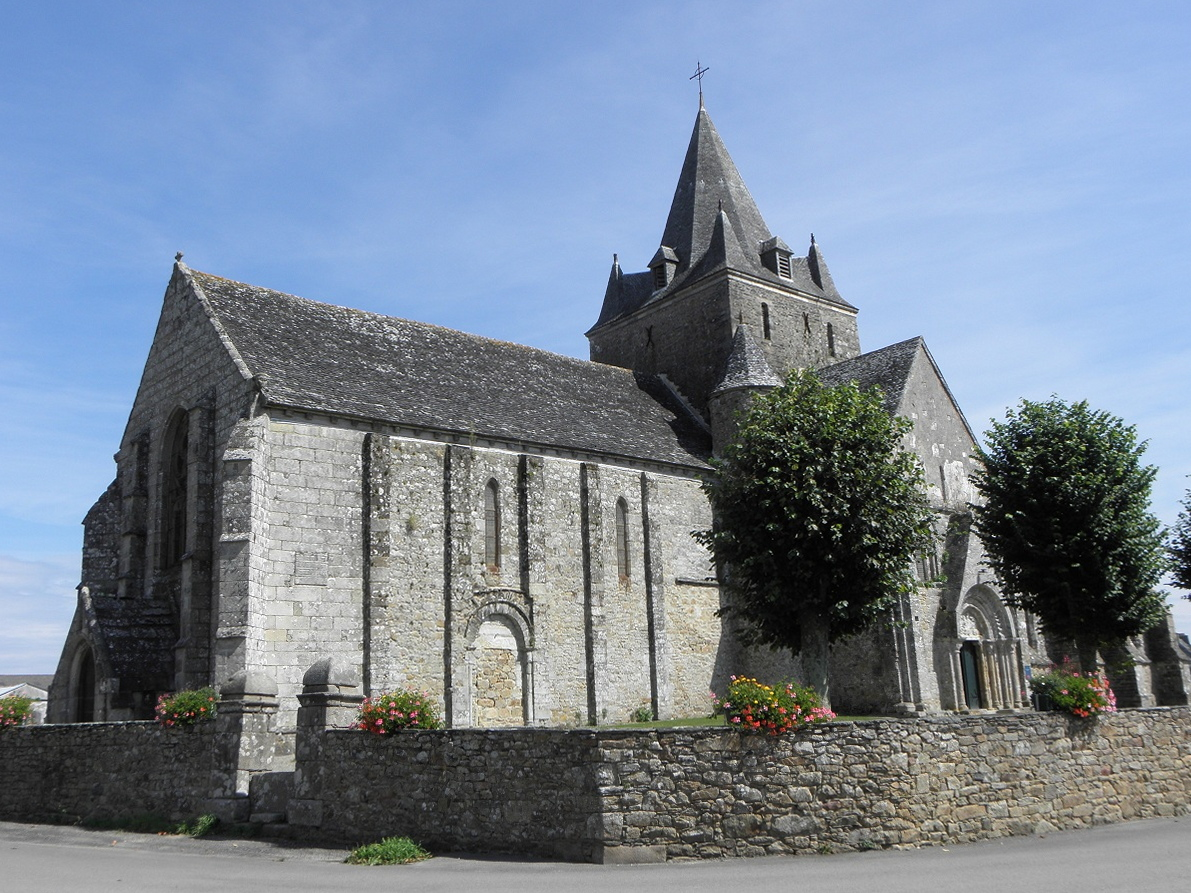
Ansicht von Südwesten mit zugemauertem Portal

Die katholische Kapelle Notre-Dame-de-Kernitron in Lanmeur im Département Finistère der französischen Region Bretagne, wurde zu Beginn des 12. Jahrhunderts als Kirche eines Benediktinerpriorats errichtet. Die bretonische Bezeichnung Kernitron bedeutet Ort der Jungfrau Maria. Im Jahr 1983 wurde die Unserer Lieben Frau geweihte Wallfahrtskapelle einschließlich ihrer Umfriedung als Monument historique in die Liste der Baudenkmäler (Base Mérimée) in Frankreich aufgenommen.

## Geschichte
Eine Bulle des Papstes Alexander III. aus dem Jahr 1163 gesteht der Benediktinerabtei in Saint-Jacut-de-la-Mer das Recht zu, den Zehnt in Lanmeur zu erheben. In dieser Urkunde wird eine Marienkirche, vermutlich Notre-Dame-de-Kernitron, erwähnt, die wohl zu einem Priorat gehörte, das der Abtei Saint-Jacut unterstand. Das Langhaus, Der älteste Teil der Kirche, entstand zu Beginn des 12. Jahrhunderts, das Querhaus gegen Ende des 12. Jahrhunderts. Im 14. und 15. Jahrhundert fanden Umbauten statt. Der Chor wurde wahrscheinlich im 14. Jahrhundert errichtet, die Westfassade vermutlich zwischen 1444 und 1446. Im Jahr 1670 wurde im Norden an den Chor die Sakristei angebaut. Die im Norden der Kirche sich anschließenden Gebäude des Priorats, die mit dem nördlichen Querhaus verbunden waren, wurden nach der Französischen Revolution abgerissen. In den 1930er Jahren wurde die Fassade des nördlichen Querschiffarms erneuert. Ende des 20. Jahrhunderts wurden der Dachstuhl und der Vierungsturm restauriert.

## Architektur

### Außenbau

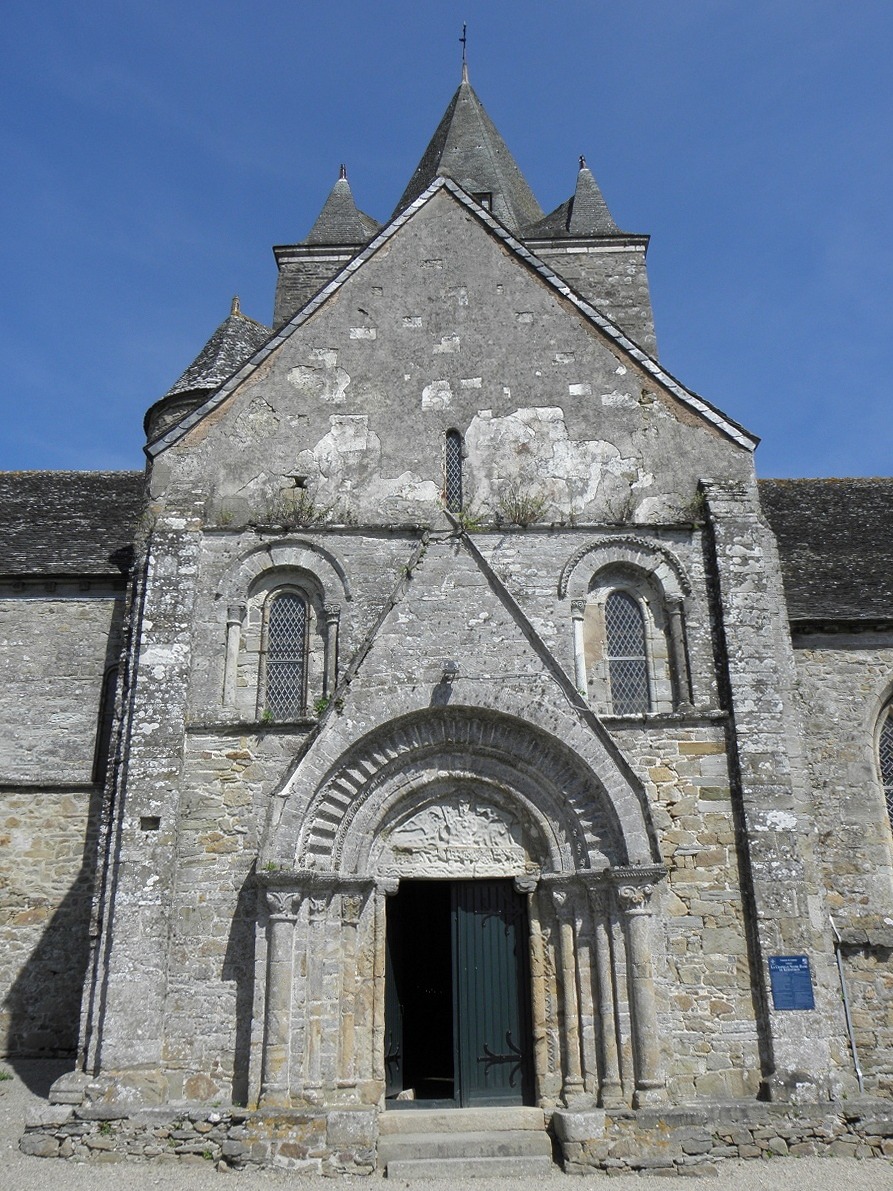
Südportal

Die Kirche mit dem Grundriss eines lateinischen Kreuzes ist aus Granit und Schiefer errichtet. Die Außenmauern an der Süd- und Nordseite des Langhauses werden durch flache Strebepfeiler gegliedert und auf beiden Seiten von je drei schmalen, spitzbogigen Fenstern durchbrochen. Die beiden Querhausarme sind gleich groß und ragen deutlich hervor. Über der Vierung erhebt sich der noch aus der Romanik stammende, quadratische Glockenturm, der über einen runden Treppenturm im Winkel zwischen dem südlichen Langhaus und der Westseite des südlichen Querhauses zugänglich ist. Der von einem steilen Satteldach gedeckte Chor ist außen wie innen gerade geschlossen und wird von massiven Strebepfeilern verstärkt.
Das Südportal stammt aus der zweiten Hälfte des 12. Jahrhunderts. Die drei rundbogigen Archivolten ruhen auf schlanken Säulen, deren Kapitelle mit stilisierten Blättern und Spiralmotiven verziert sind. Auf dem stark verwitterten Tympanon ist noch die Darstellung einer Majestas Domini zu erkennen. Christus hat die Hand zum Segen erhoben, er wird von einer Mandorla gerahmt und ist von den Evangelistensymbolen umgeben. Das Portal wird von einem schmucklosen Dreiecksgiebel bekrönt, der vermutlich im 14. oder 15. Jahrhundert angefügt wurde. Auf beiden Seiten des Giebels sind zwei von Säulen und Archivolten umgebene Rundbogenfenster eingeschnitten. 
In die Südseite des Langhauses ist ein weiteres romanisches Portal aus dem 12./13. Jahrhundert eingeschnitten, das heute zugemauert ist. Es wird von einer rundbogigen Archivolte und zwei Säulen mit Kapitellen gerahmt. 
Die Westfassade, die in der Mitte des 15. Jahrhunderts errichtet wurde, besitzt eine schmucklose Vorhalle. Die Fassade wird an den Ecken von zwei abgetreppten, weit vorragenden Strebepfeilern gestützt. Zwei weitere Strebepfeiler rahmen die Vorhalle und ein dreibahniges Fenster, über dem sich eine Rosette mit zweifacher Triskele öffnet.

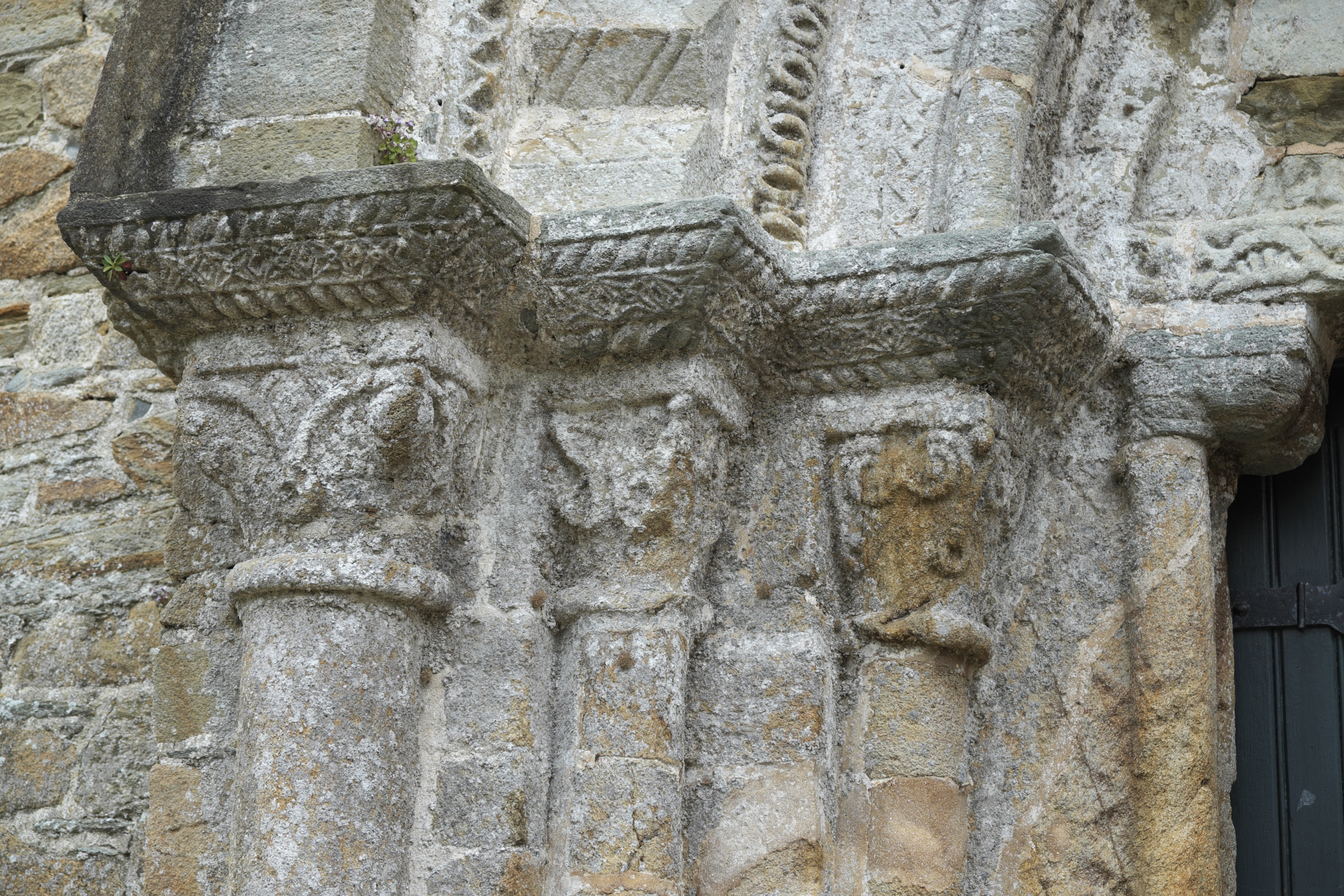
Kapitelle am Südportal
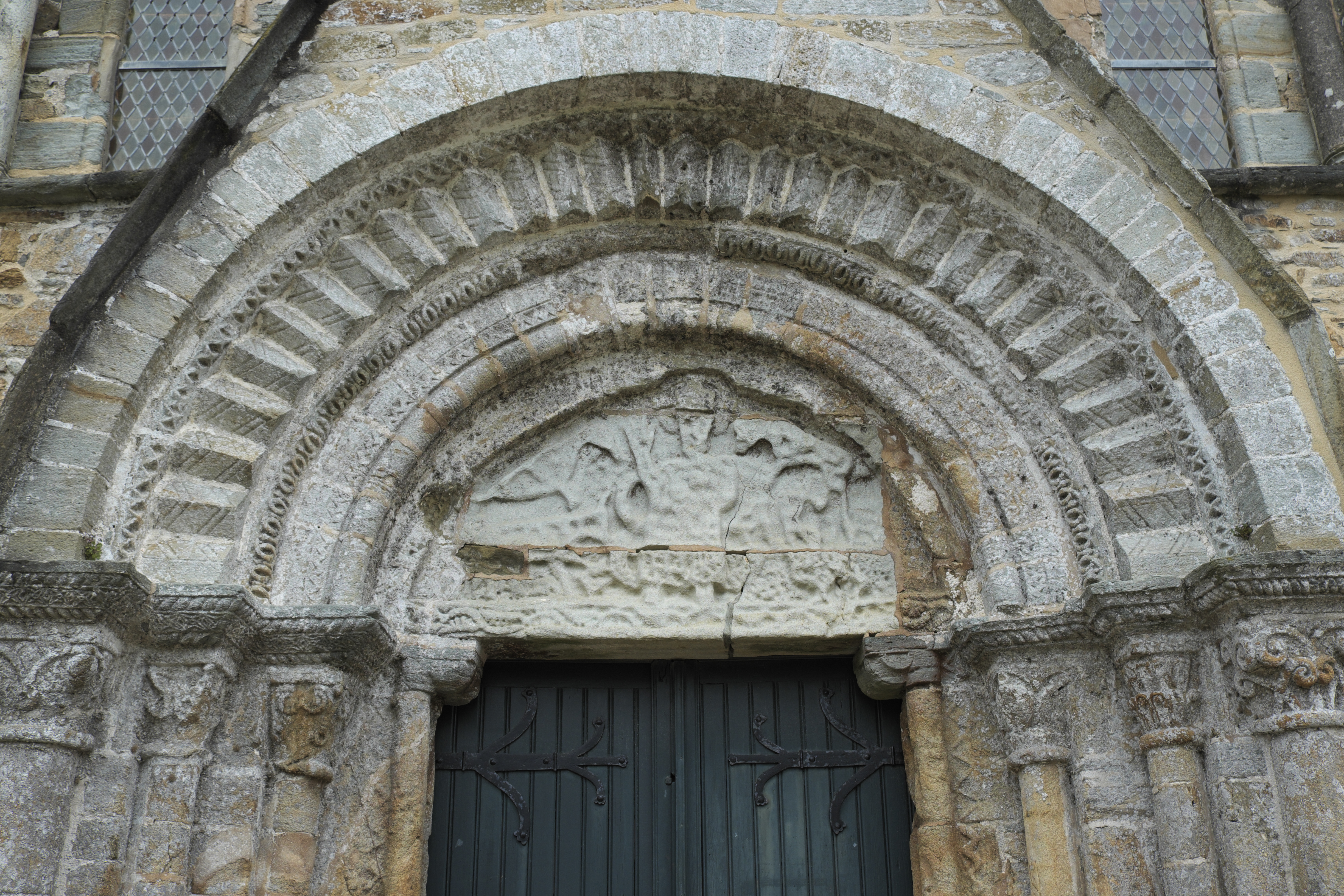
Tympanon des Südportals
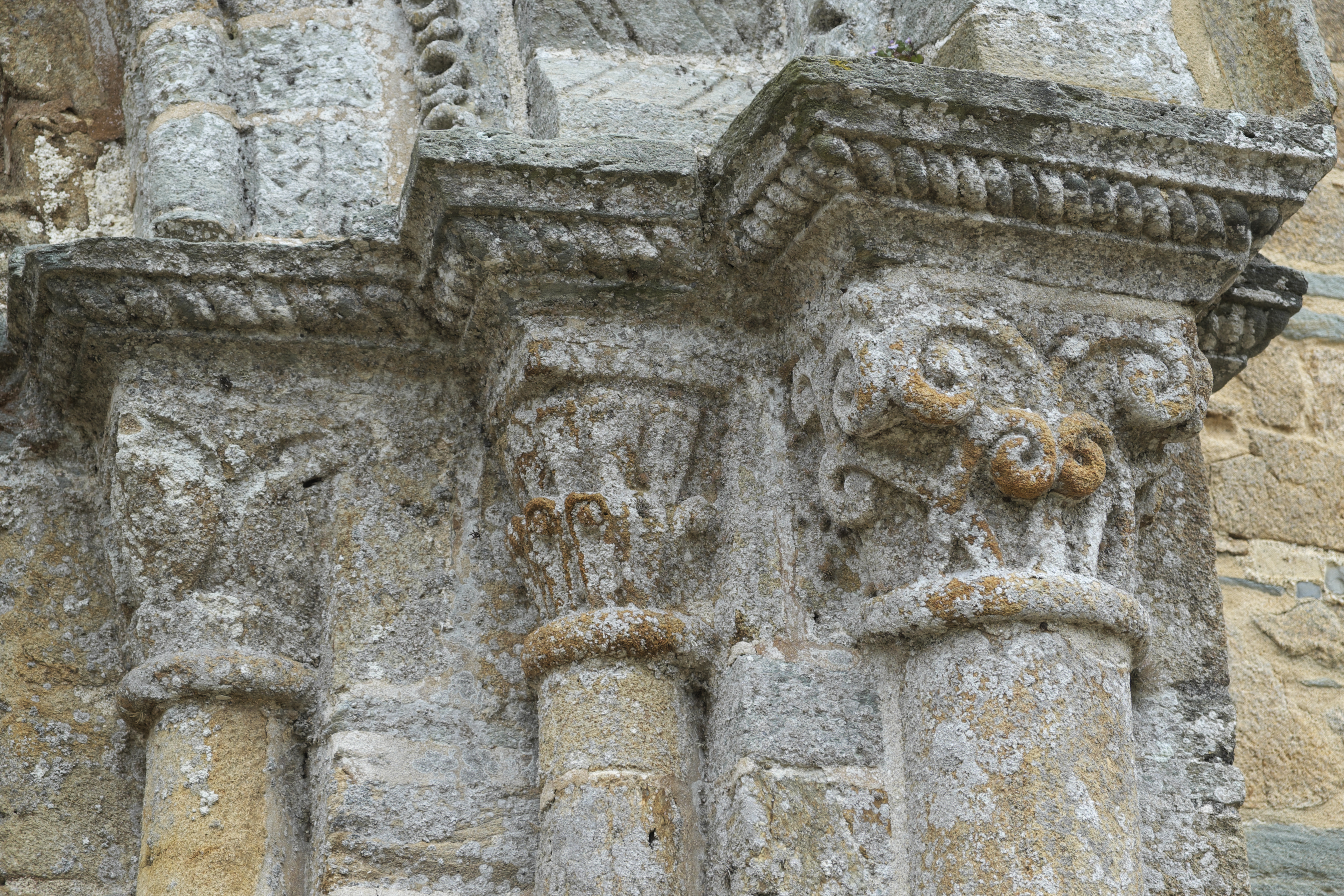
Kapitelle am Südportal

### Innenraum

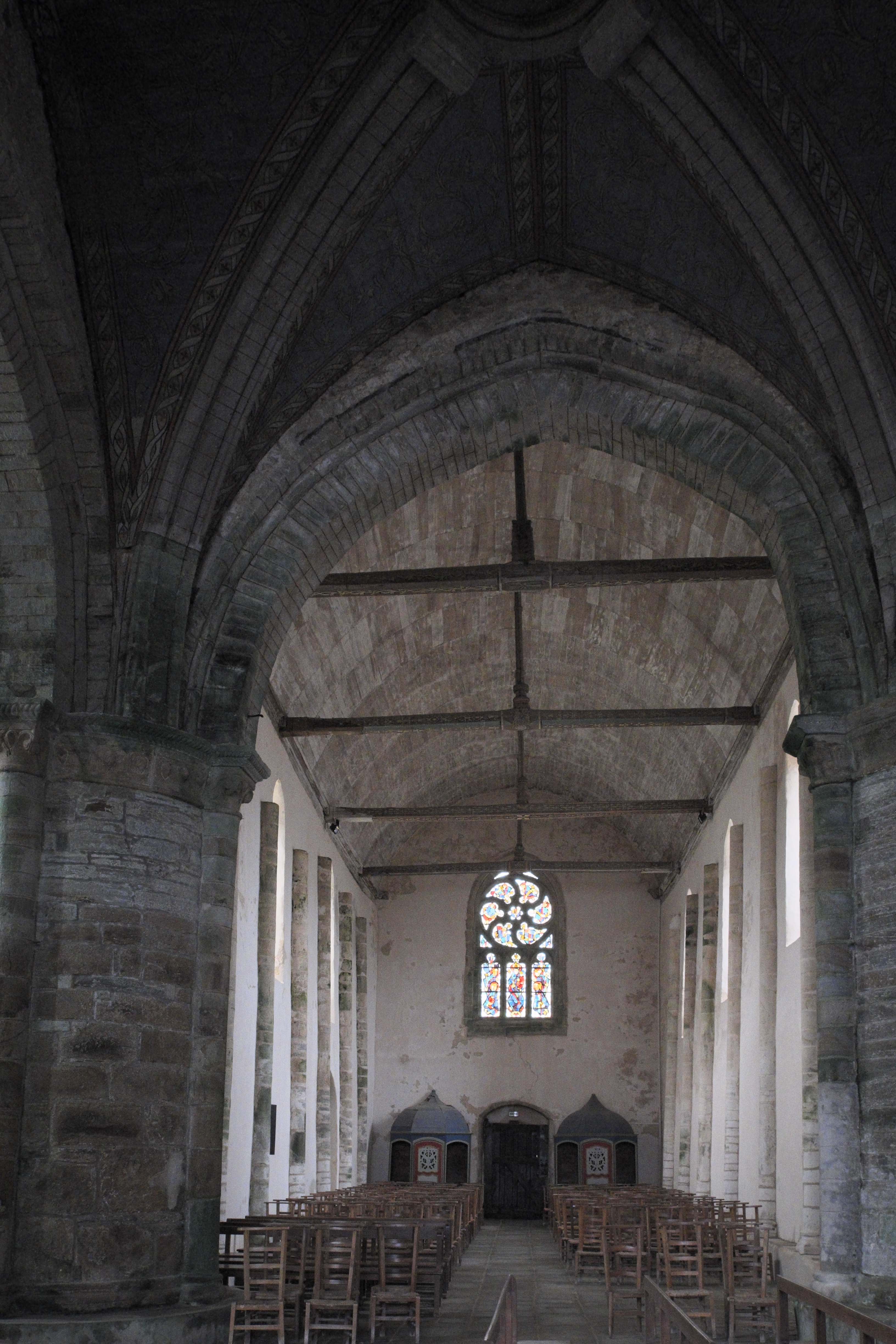
Langhaus, Blick zum Westportal

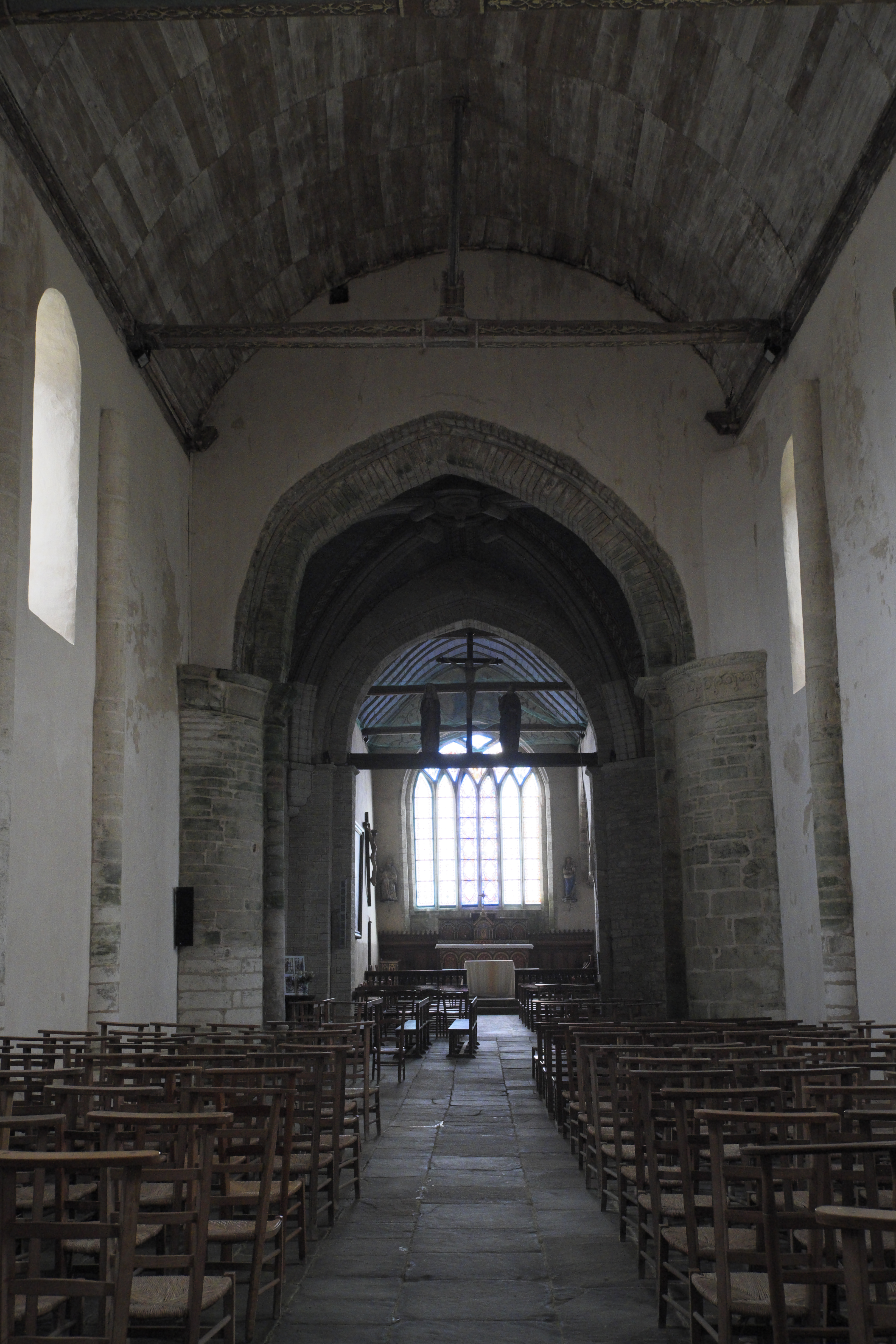
Langhaus, Blick zum Chor

Das einschiffige Langhaus ist in sieben Joche gegliedert und wird von einer hölzernen, bemalten Tonne überwölbt. Zur Vierung öffnen sich auf allen Seiten Spitzbogenarkaden, die auf drei massiven Säulen und einem Pfeiler, denen Halbsäulen vorgelegt sind, aufliegen. Eine Säule ist mit kleinen Köpfen skulptiert, eine andere mit Spiralmotiven. Die Kämpferplatten sind mit Tauband verziert. Die Querhausarme erstrecken sich über drei Joche.

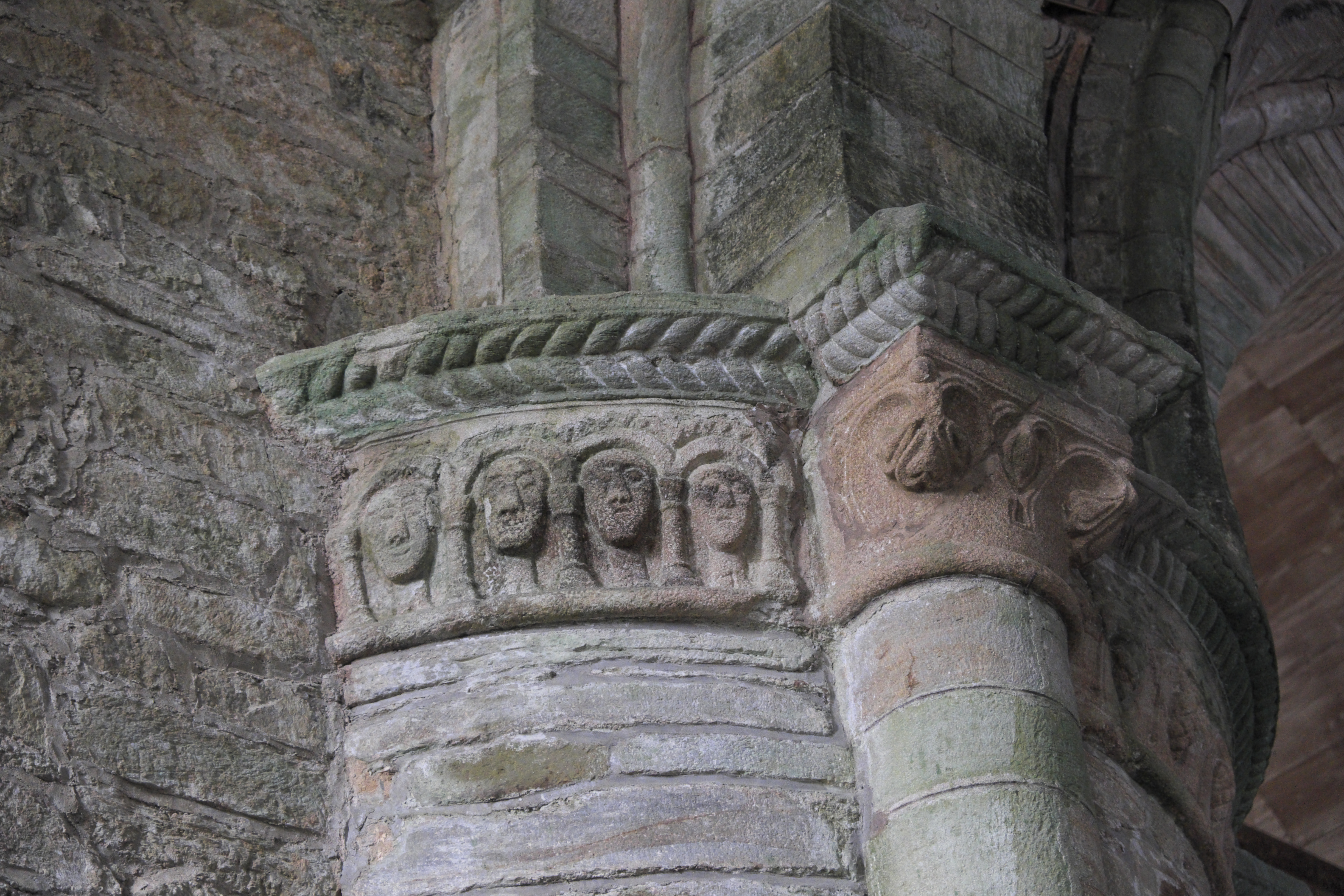
Kapitell mit Köpfen
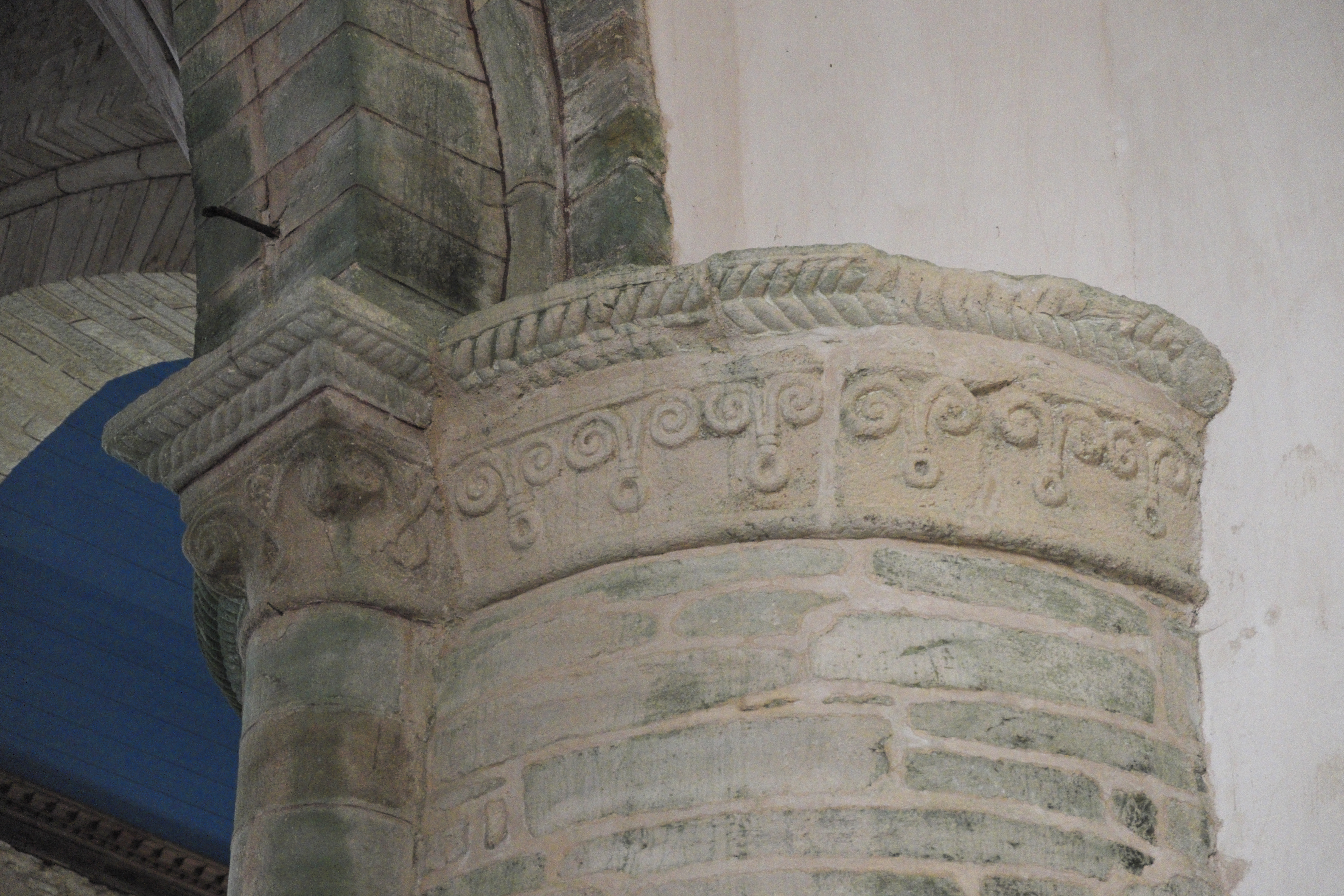
Kapitell mit Spiralmotiven

## Ausstattung

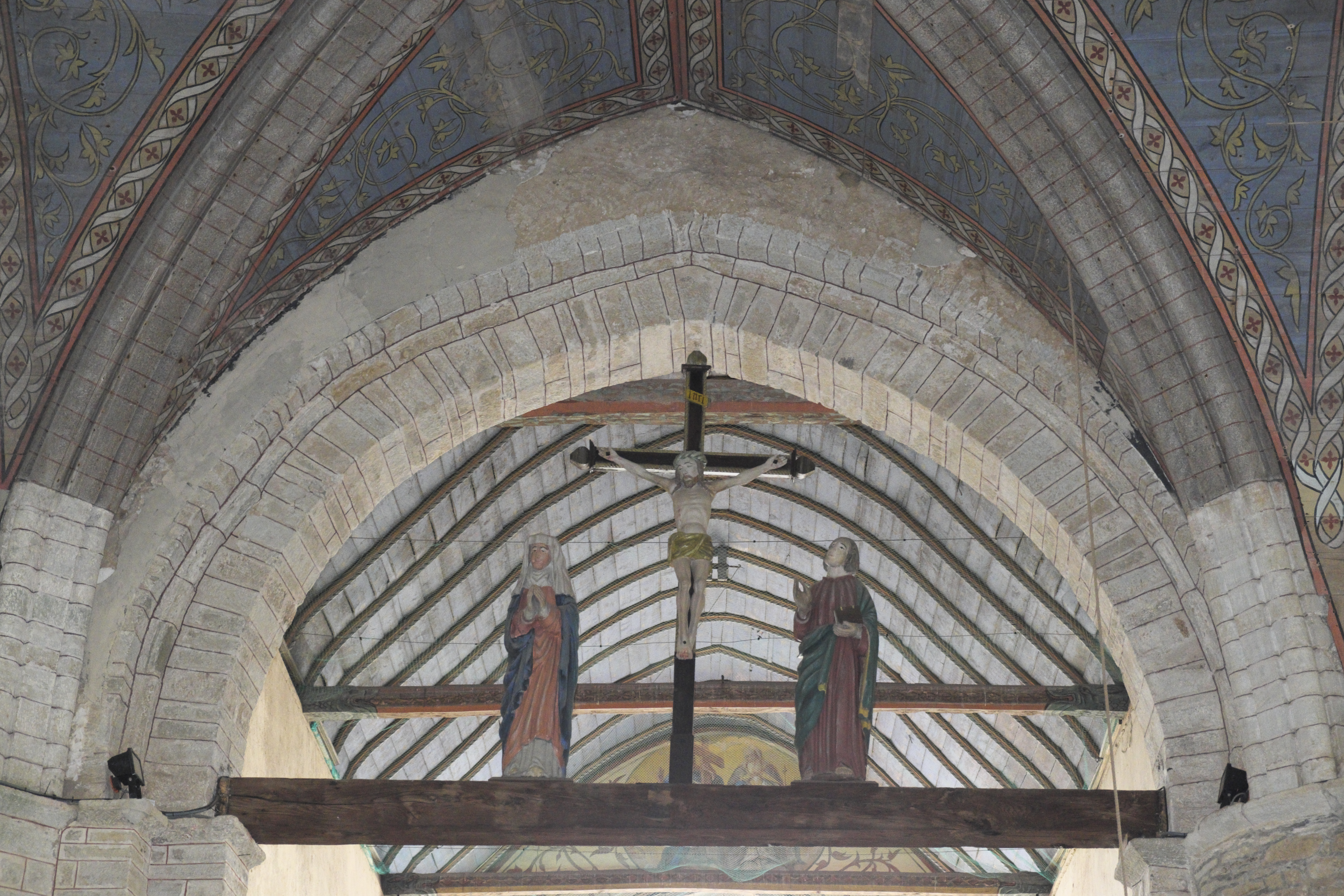
Triumphbalken mit Kreuzigungsgruppe

- Die holzgeschnitzte, farbig gefasste Figurengruppe mit Gottvater und Jesus ist ähnlich einem Gnadenstuhl,  allerdings ohne die Taube des Heiligen Geistes, gestaltet. Sie wird in das späte 15. oder frühe 16. Jahrhundert datiert.[2]
- Die ebenfalls holzgeschnitzte und farbig gefasste Figur Christus in der Rast stammt aus dem 16. Jahrhundert.[3]
- Aus dem 16. Jahrhundert stammt auch die Kreuzigungsgruppe auf dem Triumphbalken.[4]
- Der Korpus des Kruzifixes im Chor ist eine Arbeit aus dem 16./17. Jahrhundert.[5]
- In der Nische des rechten Seitenaltars steht eine Madonna mit Kind, die sogenannte Notre-Dame de Kernitron, die im 18. Jahrhundert geschaffen wurde.[6]
- Eine weitere Madonna mit Kind wurde im 16. Jahrhundert geschaffen.[7]
- Die Skulpturengruppe der Unterweisung Mariens am linken Seitenaltar wurde im ersten Viertel des 19. Jahrhunderts ausgeführt.[8]

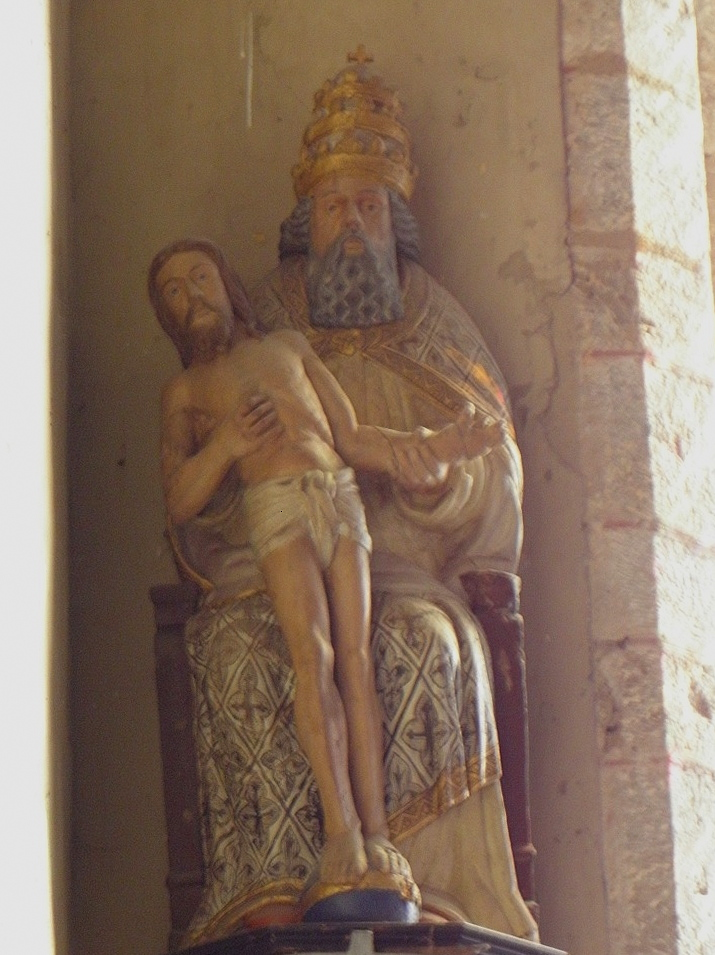
Gnadenstuhl aus dem 15./16. Jahrhundert
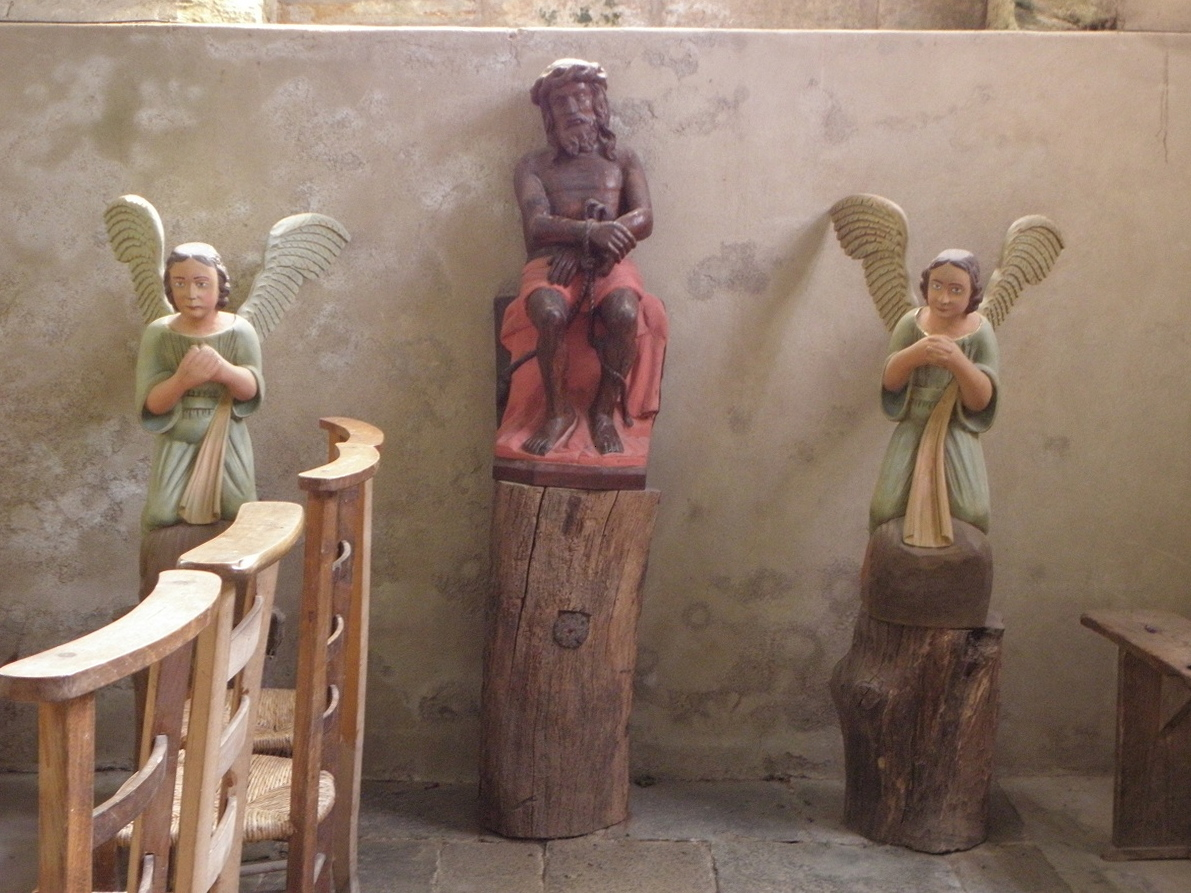
Christus in der Rast aus dem 16. Jahrhundert
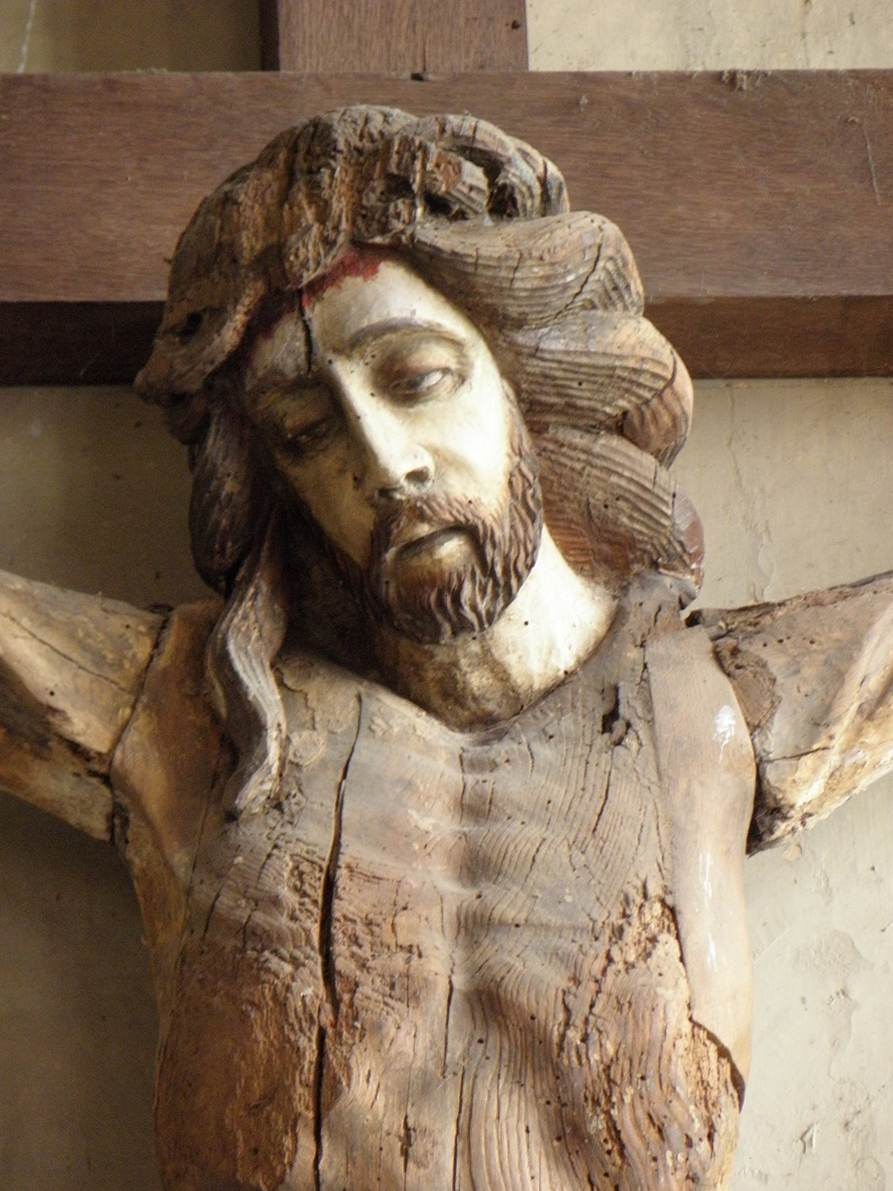
Kruzifix aus dem 16. Jahrhundert
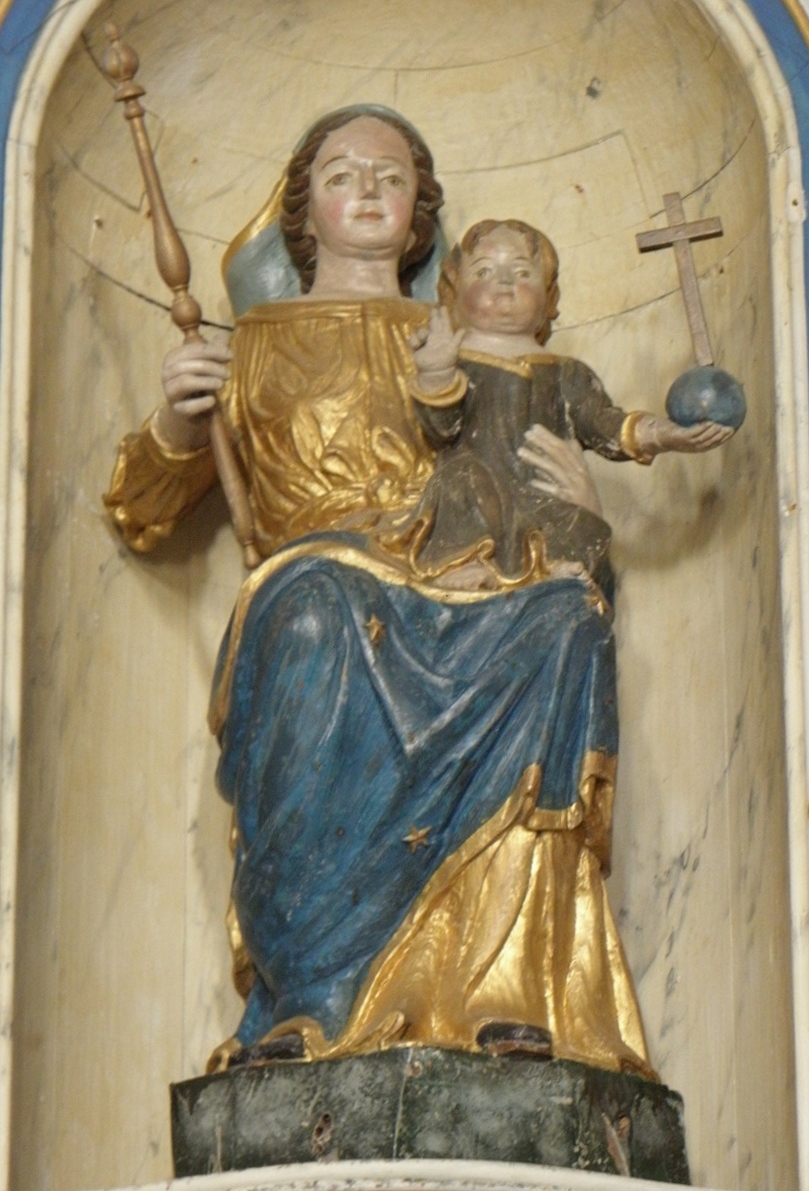
Notre-Dame de Kernitron aus dem 18. Jahrhundert
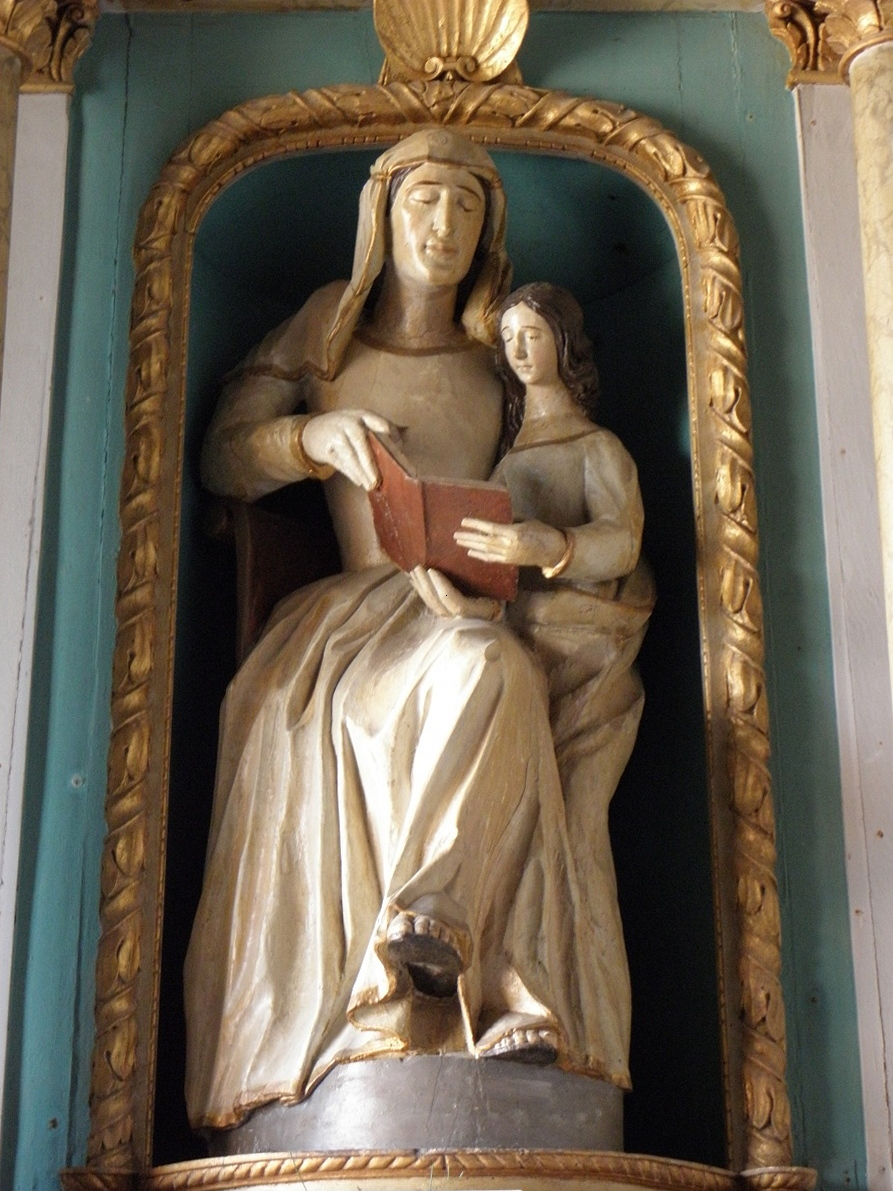
Unterweisung Mariens aus dem 19. Jahrhundert
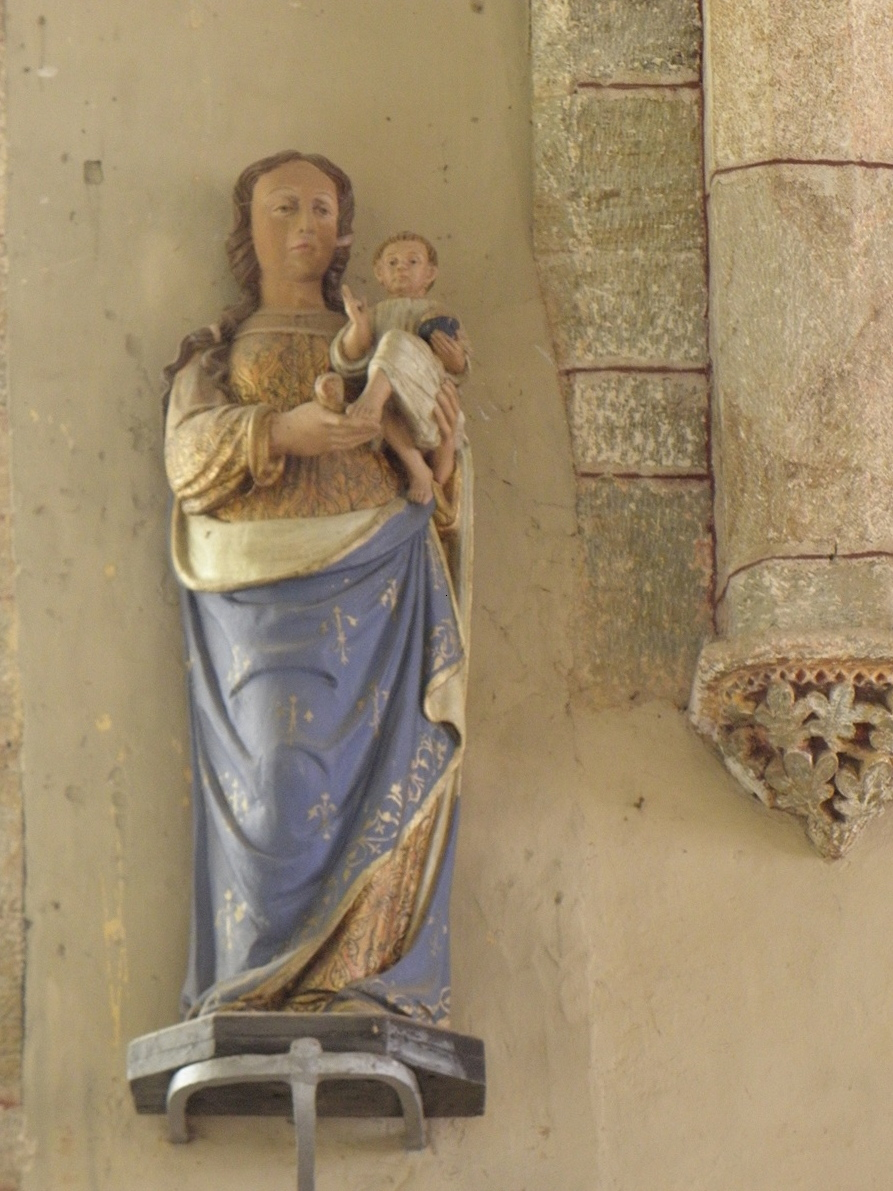
Madonna mit Kind aus dem 16. Jahrhundert